# Structurae
Structurae — це онлайн база даних, що містить фотографії та інформацію про цивільні, структурні та будівництва мостів, а також пов'язаних з ними інженерів, архітекторів та будівельників. Цей сайт здебільшого стосується структурних аспектів робіт, задокументованих тут, та технічних аспектів їх будівництва та проєктування. Його записи вносяться користувачами та зберігаються у базі даних MySQL.
Structurae був заснований в 1998 році Ніколасом Янбергом, який вивчав будівельну справу в Принстонському університеті. У березні 2012 року Structurae придбала компанія Ernst & Sohn, дочірньою компанією John Wiley & Sons, Inc., Янберг став головним редактором компанії. На той час вебсайт отримував більше одного мільйона переглядів сторінок на місяць і був доступний англійською, французькою та німецькою мовами. В 2015 році Янберг купив Structurae і з того часу керує ним самостійно.
У Structurae знаходиться інформація про більше ніж 75 000 споруд із понад 14 500 компаніями-учасниками та їх продукцією, а також 10 000 інженерів та архітекторів, все проілюстровано 290 000 зображеннями.

## Структури та масштабні проєкти
Інженерні споруди, що входять до складу Structurae, — це насамперед ті, які необхідні для встановлення ліній зв'язку чи транспорту, таких як мости, тунелі, дамби тощо. Але в Structurae є ті споруди, в яких цивільний або будівельний інженерний аспект є важливим, як через саму конструкцію, так і за те, як вона була побудована.
Тут ви знайдете біографії інженерів, архітекторів та будівельників, які брали або беруть участь у проєктуванні або будівництві споруд або масштабних проєктів, що каталогізуються у Structurae. Крім того, включені історичні чи сучасні діячі, які були або є важливими у розвитку основних наук та технологій.
Останні масштабні проєкти внесені в онлайн базу даних — новий міст в місті Гетерборг, Рекордний міст у Шанхаї з компенсаторами з Мюнхена, Інноваційний та стійкий: офісний комплекс GIOIA 22 у Мілані та інші.